# Pelotas (serie de televisión)
Pelotas es una serie de televisión producida por El Terrat y emitida por La 1 de Televisión Española, entre el 23 de febrero de 2009 y el 7 de junio de 2010
Televisión Española decidió ampliar la serie para una segunda temporada que concluyó el 7 de junio de 2010; al no contar con el respaldo de la audiencia.
Se trata del debut en la ficción televisiva de José Corbacho y Juan Cruz, tras trabajar juntos en los largometrajes Tapas –por el que ganaron un Goya a la mejor dirección novel- y Cobardes.

## Sinopsis
Pelotas narra la vida cotidiana de un grupo de amigos que se encuentran los domingos por la mañana para ver al Unión Fútbol Club, el modesto equipo de su barrio.

Nos gusta contar la historia desde la verdad, que el espectador se sienta identificado con las pequeñas miserias, victorias y derrotas de la vida cotidiana (...) Cuando rodamos nuestra primera película "Tapas" nos quedamos con ganas de más. Más barrio, más personas, más cosas que contar, más vidas cruzadas y empezamos a fantasear con la idea de hacer una serie para televisión que tuviera la misma premisa que aquella película: "Detrás de cada persona que te cruzas por la calle hay una historia que contar"
José Corbacho y Juan Cruz

Rodada en Hospitalet de Llobregat, en los barrios de Pubilla Casas, La Florida y Can Boixeres.

## Personajes

### Personajes protagonistas
- Florencio Sáez, Flo es el presidente del Unión Fútbol Club. Aunque lleva casado treinta años con Elena, con quien tiene una hija, hace diez que mantiene una relación extramatrimonial con Rosa. Personaje interpretado por Ángel de Andrés López.
- Chechu Nieto, futbolista retirado, actualmente es el entrenador del Unión Fútbol Club. Es cuñado del presidente del club, puesto que su mujer, Bea (con quien tiene una hija, Cris), es hermana de Elena, la esposa de Flo. Personaje interpretado por Javier Albalá.
- Beatriz "Bea" es la hermana de Elena y mujer de Chechu, con quien tiene una hija, Cristina. Regenta una tienda de comida preparada y ultramarinos. Personaje interpretado por Belén López.
- Nieves Sáez es la hija de Flo. En el inicio de la serie regresa a casa, después de cinco años viviendo en Liverpool, y descubre que nada ha cambiado en el barrio. Novia de Kim Ki. Personaje interpretado por Celia Freijeiro.
- Carol es la novia de Nieves, con la que vive en Liverpool, que regresa para reconquistarla. Personaje interpretado por Noelia Castaño.
- Cristina "Cris" Nieto es la hija de Chechu y Bea. Comparte con su padre la pasión por el fútbol y juega en el equipo infantil del Unión. Personaje interpretado por Carlota Urdiales.
- Rosa es policía municipal y amante de Florencio. Personaje interpretado por Blanca Apilánez.
- Marta es amiga de Bea . Personaje interpretado por María Botto.
- Amalia es la matriarca de la familia, madre de Beatriz y Elena y abuela de Nieves y Cristina. Personaje interpretado por Alicia Agut.
- Kim Ki Yong es el nuevo fichaje de la Unión y novio de Nieves. Personaje interpretado por Alberto Jo Lee.
- Collado es el entrenador de los infantiles del Unión. Personaje interpretado por David Fernández Ortiz.
- Javi, regenta el bar de la Unión. Personaje interpretado por Javi Merino.
- Don Antonio es el socio fundador del Unión. Personaje interpretado por Francisco Merino.
- Richi es uno de los jugadores estrella del Unión, exnovio de Nieves y novio de Vanessa. Personaje interpretado por Pablo Vega.
- Vanesa. Novia de Richi y dependienta de la tienda de Bea. Personaje interpretado por Sara Loscos.
- Mejuto. Es el encargado de mantenimiento del club. Personaje interpretado por David Ramírez.

### Actuaciones estelares
- Paz Padilla (cap. 1 y 11), interpreta a Elena, esposa de Flo, quien fallece en el primer episodio.
- Julio Salinas (cap. 2), interpretándose a sí mismo.
- Pichi Alonso (varios capítulos), interpretándose a sí mismo.
- Jordi Hurtado, (cap 11), interpretándose a sí mismo.
- José Corbacho (varios capítulos), interpreta al psicólogo de Bea.[3]
- Peret (cap. 3), interpreta a Don Alberto, abuelo de Pachuco, futbolista del San Isidro.[4]
- Sancho Gracia (cap. 5), interpreta a Berrocal, amigo de la infancia de Flo.[5]
- Andreu Buenafuente (cap. 11), oficia la boda entre Richi y Vanesa.[6]
- Santiago Ramos (cap. 18, 19 y 20), interpreta a Villalba, amigo estafador de Flo.

## Episodios
| Temporada | Temporada | Episodios | Episodios | Emisión original      | Emisión original   |
| Temporada | Temporada | Episodios | Episodios | Primera emisión       | Última emisión     |
| --------- | --------- | --------- | --------- | --------------------- | ------------------ |
|           | 1         | 11        | 11        | 23 de febrero de 2009 | 11 de mayo de 2009 |
|           | 2         | 13        | 13        | 15 de marzo de 2010   | 7 de junio de 2010 |

### Primera temporada (2009)
| N.º en serie | N.º en temp. | Título                                   | Dirigido por               | Escrito por                                                                     | Fecha de emisión original | Audiencia (millones) | Cuota de pantalla |
| ------------ | ------------ | ---------------------------------------- | -------------------------- | ------------------------------------------------------------------------------- | ------------------------- | -------------------- | ----------------- |
| 1            | 1            | «La lista de deseos»                     | José Corbacho y Juan Cruz  | José Corbacho, Juan Cruz, Pablo Olivares, David Lillo y José Antonio Pérez      | 23 de febrero de 2009     | 3.41                 | 17,6%             |
| 2            | 2            | «El testamento»                          | José Corbacho y Juan Cruz  | José Corbacho, Juan Cruz, Pablo Olivares, David Lillo y José Antonio Pérez      | 2 de marzo de 2009        | 2.95                 | 16,4%             |
| 3            | 3            | «La colonoscopia»                        | Oriol Ferrer               | José Corbacho, Juan Cruz y José Antonio Pérez                                   | 9 de marzo de 2009        | 2.31                 | 14%               |
| 4            | 4            | «La memoria de Amalia»                   | Oriol Ferrer               | José Corbacho, Juan Cruz, Pablo Olivares y David Lillo                          | 16 de marzo de 2009       | 2.65                 | 14,7%             |
| 5            | 5            | «Flo, sorprendido en un club de alterne» | Oriol Ferrer               | José Corbacho, Juan Cruz y Salvador Perpiñá                                     | 23 de marzo de 2009       | 2.50                 | 14,1%             |
| 6            | 6            | «El regreso de Carol»                    | Jesús Ponce                | José Corbacho, Juan Cruz, Tacho González, Salvador Perpiñá y Pablo Olivares     | 6 de abril de 2009        | 2.15                 | 12,1%             |
| 7            | 7            | «Un niño en la India»                    | Jesús Ponce y Oriol Ferrer | José Corbacho, Juan Cruz, José Antonio Pérez, Andrés Mahia y Pablo Olivares     | 13 de abril de 2009       | 2.01                 | 11,1%             |
| 8            | 8            | «Romances y bodas»                       | Jesús Ponce y Oriol Ferrer | José Corbacho, Juan Cruz, Pablo Olivares y Salvador Perpiñá                     | 20 de abril de 2009       | 2.20                 | 13%               |
| 9            | 9            | «Consecuencias inesperadas»              | José Corbacho y Juan Cruz  | José Corbacho, Juan Cruz, Tacho González y Andrés Mahía                         | 27 de abril de 2009       | 2.00                 | 10,4%             |
| 10           | 10           | «Relaciones difíciles»                   | José Corbacho y Juan Cruz  | José Corbacho, Juan Cruz, Tacho González, José Antonio Pérez y Salvador Perpiñá | 4 de mayo de 2009         | 1.67                 | 9,4%              |
| 11           | 11           | «La boda de Richi y Vanesa»              | José Corbacho y Juan Cruz  | José Corbacho, Juan Cruz, Tacho González y Salvador Perpiñá                     | 11 de mayo de 2009        | 1.95                 | 10%               |

### Segunda temporada (2010)
| N.º en serie | N.º en temp. | Título                        | Dirigido por               | Escrito por                                                                       | Fecha de emisión original | Audiencia (millones) | Cuota de pantalla |
| ------------ | ------------ | ----------------------------- | -------------------------- | --------------------------------------------------------------------------------- | ------------------------- | -------------------- | ----------------- |
| 12           | 1            | «Nacimiento»                  | José Corbacho y Juan Cruz  | Ángela Obón, Violeta Llorens y Salvador Perpiñá                                   | 15 de marzo de 2010       | 3.05                 | 15,5%             |
| 13           | 2            | «Gatillazo»                   | José Corbacho y Juan Cruz  | Ángela Obón, N. García y Fernando Navarro                                         | 22 de marzo de 2010       | 2.76                 | 13,9%             |
| 14           | 3            | «Terapia para Flo»            | José Corbacho y Juan Cruz  | José Corbacho, Juan Cruz, Juan Vicente Pozuelo y Mª José García-Mochales          | 29 de marzo de 2010       | 2.47                 | 13,4%             |
| 15           | 4            | «Intercambio con la mafia»    | José Corbacho y Juan Cruz  | José Corbacho, Juan Cruz, Juan Vicente Pozuelo, Fernando Navarro y Ángela Obón    | 5 de abril de 2010        | 2.10                 | 10,9%             |
| 16           | 5            | «Falta de sexo»               | Jorge Coira y Oriol Ferrer | José Corbacho, Juan Cruz, José Antonio Pérez y Ángela Obón                        | 12 de abril de 2010       | 2.29                 | 11,4%             |
| 17           | 6            | «Extraño descubrimiento»      | Jorge Coira y Oriol Ferrer | José Corbacho, Juan Cruz. Tacho González, Salvador Perpiñá y Ángela Obón          | 19 de abril de 2010       | 2.28                 | 11,5%             |
| 18           | 7            | «Intentando dejar de fumar»   | Jorge Coira y Oriol Ferrer | José Corbacho, Juan Cruz, José Antonio Pérez y Juan Vicente Pozuelo               | 26 de abril de 2010       | 2.33                 | 12,1%             |
| 19           | 8            | «La vida en la cárcel»        | Jorge Coira y Oriol Ferrer | José Corbacho, Juan Cruz, Tacho González, Salvador Perpiñá y Ángela Obón          | 3 de mayo de 2010         | 2.46                 | 12,9%             |
| 20           | 9            | «Ángel es elegido presidente» | Jorge Coira y Oriol Ferrer | José Corbacho, Juan Cruz, Fernando Navarro y Ángela Obón                          | 10 de mayo de 2010        | 2.53                 | 12,7%             |
| 21           | 10           | «Rechazo al compromiso»       | Jorge Coira y Oriol Ferrer | José Corbacho, Juan Cruz, Pablo del Amo, Mayte Pérez, Ángela Obón y Arturo Cid    | 17 de mayo de 2010        | 2.31                 | 11,8%             |
| 22           | 11           | «El atraco»                   | José Corbacho y Juan Cruz  | José Corbacho, Juan Cruz, Fernando Navarro, José Antonio Pérez y Salvador Perpiñá | 24 de mayo de 2010        | 2.19                 | 11,5%             |
| 23           | 12           | «Rosa regresa a la policía»   | José Corbacho y Juan Cruz  | José Corbacho, Juan Cruz, Tacho González, Ángela Obón                             | 31 de mayo de 2010        | 2.20                 | 11,9%             |
| 24           | 13           | «El secreto de Ángel»         | José Corbacho y Juan Cruz  | José Corbacho, Juan Cruz, Juan Vicente Pozuelo y Salvador Perpiñá                 | 7 de junio de 2010        | 2.39                 | 12,6%             |